# Grzyby (Grzyby-Orzepy)
Grzyby  – część wsi Grzyby-Orzepy w Polsce, położona w województwie podlaskim, w powiecie siemiatyckim, w gminie Siemiatycze.
W latach 1975–1998 miejscowość administracyjnie należała do województwa białostockiego.
Wierni kościoła rzymskokatolickiego należą do parafii Podwyższenia Krzyża Świętego w Czartajewie.